# Zagavia
Zagavia – wieś w Rumunii, w okręgu Jassy, w gminie Scobinți. W 2011 roku liczyła 1170 mieszkańców.